# Anunciación de Ústiug
La Anunciación de Ústiug (en ruso: Устюжское Благовещение) es un icono ruso, cuyo tema es el anuncio hecho a la Virgen María de su divina maternidad por el arcángel Gabriel (Anunciación), realizado en el siglo XII, alrededor de 1120-1130, en Novgorod. Es uno de los pocos iconos rusos pre-mongoles conservados hasta nuestros días. Actualmente se exhibe en la Galería Tretiakov. Es en su honor que la Iglesia Ortodoxa Rusa celebra el 8 de julio (según el calendario juliano) el recuerdo de los milagros asociados a ella.

## Historia
La historia del icono se conoce a partir de la Segunda Crónica de Nóvgorod, y otras fuentes escritas antiguas de los siglos XVI y XVII, que revelan que a mediados del siglo XVI fue transportado desde el Monasterio de Yuriev dedicado a San Jorge, cerca de Novgorod, a la ciudad de Moscú por decisión del zar Iván el Terrible.
La fecha de la aparición del icono en Moscú no está determinada con precisión y se citan varios años: 1547, 1554, 1561. Inicialmente, el icono estaba situado dentro de los muros del Kremlin de Moscú en la Catedral de la Anunciación en Moscú, pero a principios del siglo XVII fue trasladado a la Catedral de la Dormición, donde fue colocado en la parte derecha del iconostasio. En el inventario de la catedral del año 1627, figura bajo el nombre de «imagen de la Anunciación de la Virgen, en estilo griego, forrada de plata, rodeada de un oklad y santos en los campos».
En los siglos XVI y XVII se hicieron dos copias de los iconos de Novgorod, para ser colocados en los iconostasios locales: el de la Catedral del Arcángel Miguel (Moscú) y el de la Catedral de la Anunciación (Moscú) (mientras que el original se colocó en la Catedral de la Dormición (Moscú). Están rodeados de kleimos, de la Virgen en sus bordes. La imagen primitiva está parcialmente cubierta con un oklad y un marco dorado adornado con gemas y perlas preciosas.
En 1918, después del cierre de la Catedral de la Dormición, el icono fue colocado en el Museo Estatal de Historia. En 1920, la Comisión de Restauración Rusa decidió su restauración —junto con E. I. Briagine e I. I. Souslov y otros restauradores—. Su oklad fue removido, y el trabajo comenzó. En 1926 fue devuelta al Museo Estatal de Historia y en 1930 transferida a la Galería Tretiakov. Fue allí, en 1935, donde se llevó a cabo una nueva restauración por parte de I. I. Souslov y E. A. Dombrovsky.

## Origen del nombre

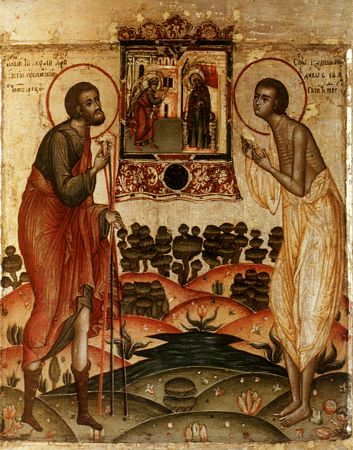
Oración de Procopio de Ústiug y Juan de Ústiug ante el Icono de la Anunciación de Ústiug.

El nombre del icono, «Anunciación de Ústiug», viene, según la leyenda, del hecho de que en 1290 oró el Procopio de Ústiug para protegerse del peligro de una lluvia de tectitas ardientes del meteorito que caía sobre la ciudad de Veliki Ústiug. El relato de la vida de Procopio cuenta que cuando empezó a orar, el icono comenzó a esparcir el olor del incienso y del aceite de mirra: «El calor no aumentó más, los relámpagos y los truenos se calmaron y las nubes de la tormenta se dispersaron».
Esta leyenda apareció en el siglo XVIII y está basada en la historia de la vida del Procopio de Ústiug escrita en el siglo XVII. Sin embargo, no está confirmado por otras fuentes en Rusia, ni en la propia Ústiug. Al contrario, según la crónica de Ústiug, en 1496: «El interior de la iglesia de la Dormición se quemó, sin que nadie supiera exactamente por qué, pero con todos sus iconos milagrosos sin quitar sus jarrones, sus libros...». Es así que ante el Zar Iván el Terrible (1530-1584), los lugares santos de Ústiug fueron destruidos.
A pesar de estas contradicciones históricas, los vínculos entre el icono conocido como Ústiug y la ciudad de Ústiug son apoyados por muchos historiadores de la Iglesia Ortodoxa. En 1747, con la bendición del arzobispo Gabriel, se estableció una copia del icono, retomando el que fue solemnemente transferido a Veliki Ústiug. El mismo arzobispo celebró un servicio religioso en memoria de los milagros atribuidos a este icono durante la vida de San Procopio. En 1783, el archimandrita Alejandro (Liovshin) compuso una Descripción histórica de la Catedral de la Dormición de Moscú en la que repasó la historia del antiguo icono de Novgorod, vinculándolo a la historia del culto protópico de Ústiug. La leyenda estaba tan bien establecida que el 8 de junio (en el calendario juliano) se estableció un día de fiesta en la Iglesia Ortodoxa Rusa llamado «Signo de la Anunciación del Icono de la Madre de Dios de la ciudad de Ústiug».
Durante el saqueo de Moscú, durante la campaña rusa, al icono se le sustrayeron sus piedras preciosas adheridas al oklad, y los habitantes de Ústiug donaron en 1818 una suma de 8,000 rublos para la confección de una nueva riza o oklad para cubrir el icono. En el marco inferior se agregó una inscripción que no se ha conservado: «A la madre de Dios, por su liberación de la muerte en el verano de 1290, la ciudad de Ústiug dedicó esta nueva riza, dorada en 1818».

### El origen del icono en Novgorod
Fue en 1928 cuando los investigadores hablaron por primera vez de un origen novgorodiano del icono —8 años después de que el oklad fuera eliminado—. Sin embargo, no dieron muchos argumentos históricos a favor de esta versión. En 1933, D. V. Aïnalov trató de demostrar el origen novgorodiano sobre la base de la obra de un boyardo diplomático llamado Iván Viskovaty, vinculado al año 1554.
El origen novgorodiano del icono de Ústiug fue establecido por Víctor Lazárov. Se dio cuenta de la identidad en tamaño del icono de la Anunciación con el de San Jorge del iconostasio del Monasterio de Yuriev pintado al mismo tiempo. Pero también observó, en la pintura de Novgorod en el siglo XIV, una serie de iconos similares a la de Ústiug.

## Datación

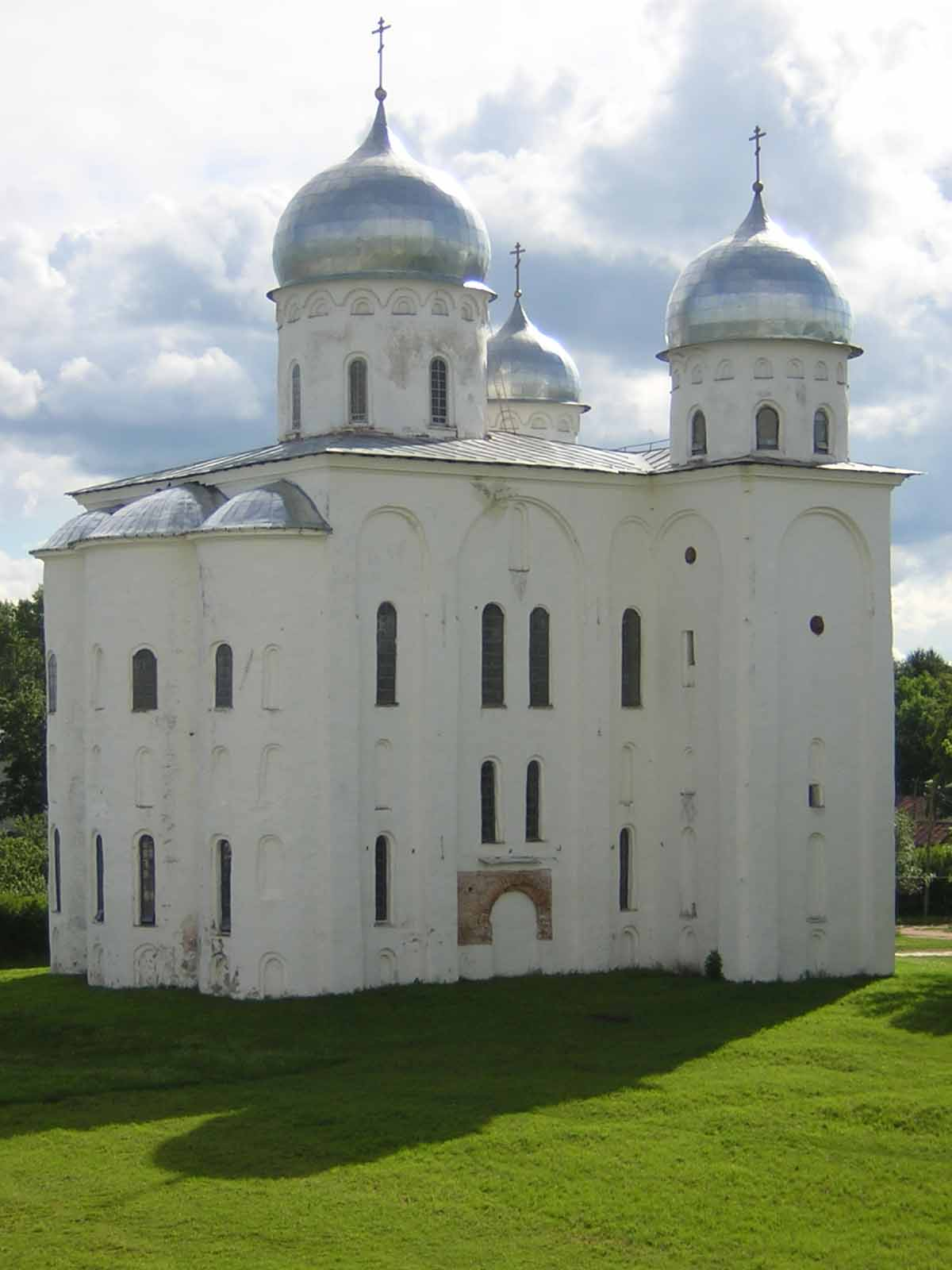
Iglesia de San Jorge del Monasterio de Yuriyev.

Víctor Lazárov data la realización de la obra en los años 1119-1130 y vincula su creación a la construcción de la iglesia principal de San Jorge del Monasterio de Yuriev en 1119 por el príncipe Vsévolod Mstislávich de Nóvgorod y Pskov y construida por el maestro Peter.
Se declara en favor de esta cita:
- la ausencia de representación de la tierra a los pies de los personajes;
- las similitudes en la postura del Arcángel Gabriel en este icono con las representadas, a mediados del siglo XII, en el monasterio del Mirozha en Pskov.[18]

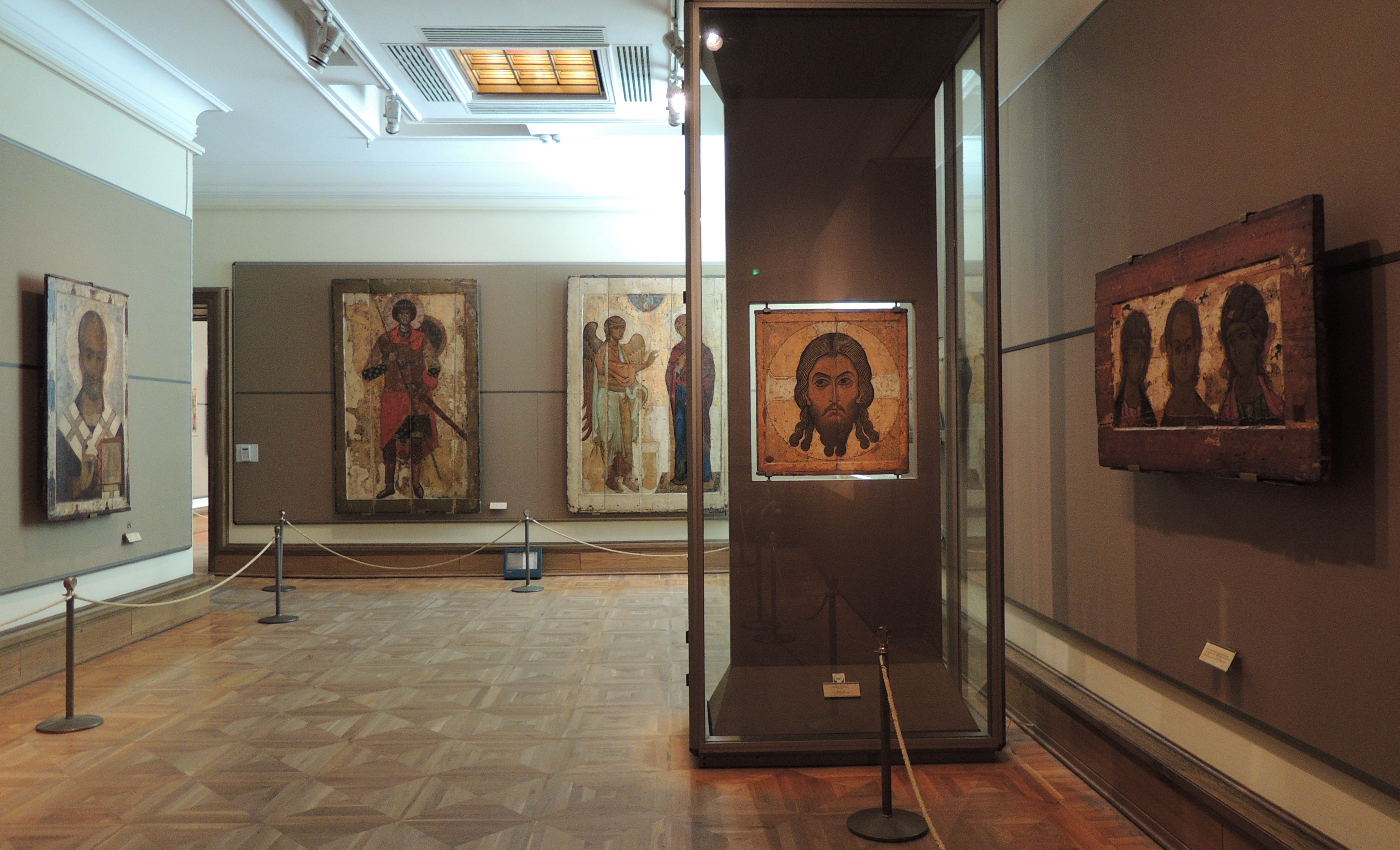
Galería Tretiakov, al fondo se pueden apreciar los iconos de San Jorge y el de la Anunciación de Ústiug.

Cabe señalar que el obispo metropolitano Macario I de Moscú, gran conocedor de la pintura rusa antigua, fecha la Anunciación de Ústiug del siglo XI y vincula su aparición a la época de la creación del Monasterio de San Jorge y no de la Iglesia de San Jorge del Monasterio de Yuriyev, como hace Víctor Lazarev. También existe la opinión de que este icono fue hecho para la Iglesia de la Anunciación en el Monte de Novgorod —cuya construcción fue completada en 1112—. Según la historiadora de arte Galina Kolpakova, no es posible fechar el icono en la década de 1110 y hay que basarse en el análisis y la datación de Victor Lazarev a este respecto.

## Características
El icono está pintado sobre un tablero de tilo. Las diferentes tablas del tablero están conectadas por grupos de dos o tres lengüetas que sirven clavijas para un icono con el fin de ampliar la rigidez y la resistencia de los distintos elementos del tablero cuando está compuesto, como es el caso, por diversas tablas yuxtapuestas. La composición de color utilizada es pintura al temple de huevo. El tamaño original era de 229 por 144 centímetros. Más tarde, se añadieron tableros de pino y se aumentaron sus dimensiones hasta 238 en 168 centímetros.
En el siglo XVI se llevó a cabo una restauración basada en los restos de pintura existentes en ese momento del cinabrio. En el siglo XVII, se realizó una nueva restauración, renovando las pinturas en los lugares donde no se habían conservado. El académico Víctor Lazarev caracterizó la técnica utilizada de la siguiente manera:

Frente a las figuras monumentales del Arcángel Gabriel y de María, se siente un profundo conocimiento del autor de los iconos de su tiempo y del período bizantino. Aunque estas figuras son un poco pesadas y difieren de los iconos puramente griegos, conservan una proporcionalidad estricta. El modelado de sus rostros es particularmente suave. La coloración de la Anunciación de Ústiug también difiere de los iconos rusos pre-mongol, a menudo más oscuros.

### Copias

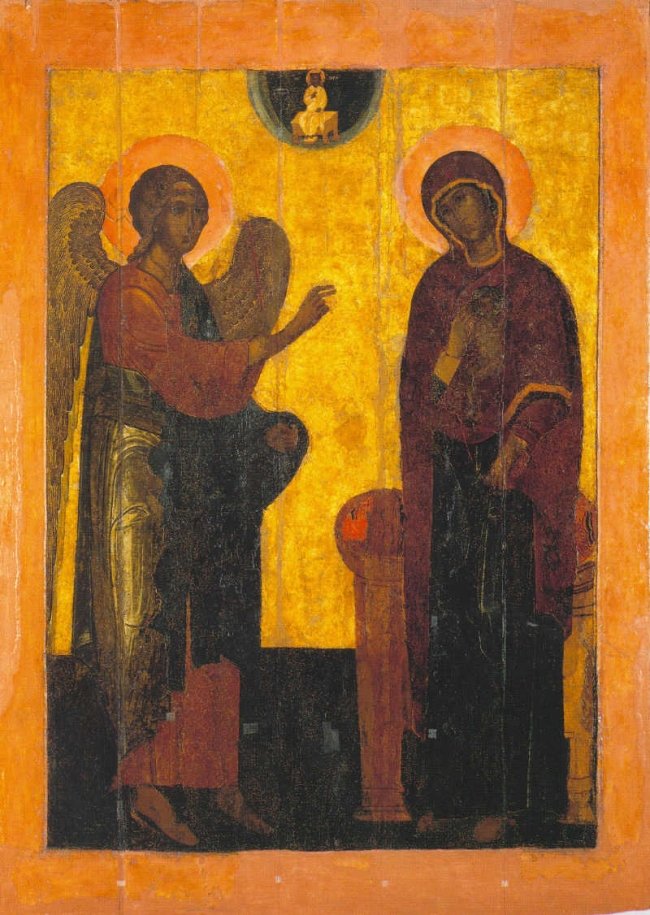
Copia de la Anunciación de la Catedral del Arcángel Miguel (Moscú)..

Después de que el icono fue transferido a Moscú entre los siglos XVI y XVII, se hicieron varias copias:
- para la Catedral del Arcángel Miguel de Moscú en el Kremlin de Moscú en el siglo XVI. Esta copia nos permite ver la forma original del icono. Los nimbos y los campos están representados en color rosa, lo que permite suponer que el original de la Anunciación de Ústiug era también de este color,[3] que se confirma por el hecho de que los colores de los nimbos eran característicos de la época para los iconos de Novgorod como en el San Jorge de 1130 de esta misma ciudad;
- para el Laura de la Trinidad y San Sergio, siglo XVI. Es un icono piadoso de la vida de la Santísima Virgen y una gran imagen de Antiquus dierum, colocada en la segunda fila del iconostasio, a la izquierda de las Puertas Santas que están en el centro;
- para la Catedral de la Anunciación (Moscú) en el Kremlin de Moscú siglo XVII —dimensiones reducidas, y marco o alrededor del centro, con el himno acatisto a la Santísima Virgen—;
- para la Iglesia de Smolensk del Monasterio Novodévichi:[21]
- para el Monasterio de Solovetsky, finales del siglo XVI principios del siglo XVII, —el fondo representa edificios, tiene un velum o tisú entre dos edificios, la Gruta del Nacimiento de Cristo en Belén también es visible y el lugar está indicado—.[22]

## Iconografía
La Anunciación que está representada por el icono en una rara versión de la iconografía: la Virgen María ya lleva la imagen de Jesús en su seno. El pintor también utiliza detalles apócrifos, como el hilo rojo en las manos de la Virgen. En la parte inferior del icono se encuentra la imagen de Dios, un anciano de pelo gris (Antiquus dierum), entronizado sobre querubines, rodeado de serafines que lo glorifican. Según Víctor Lazarev, esta representación académica pertenece a un período posterior al de los iconoclastas y está ligada a la influencia de los textos litúrgicos, como el sinasario del 24 de marzo, el oktoíjos del himno a la Virgen María.
- La Virgen María

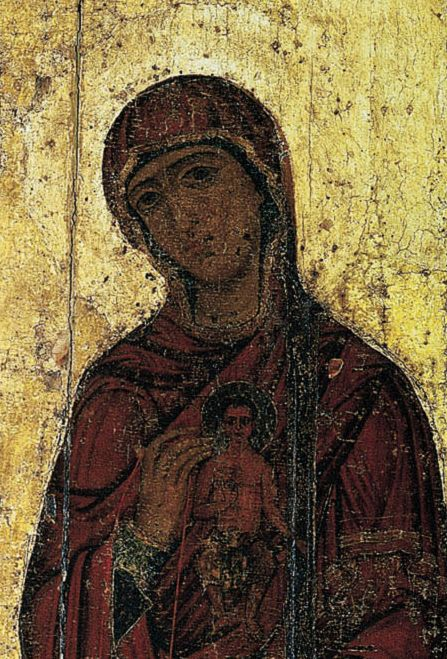
Virgen María y el Niño Jesús.

María está representada con un maforion rojo burdeos —que está desprovisto de las estrellas tradicionales, pero que conserva su borde de oro— y un quiton gris oscuro. Ella está de pie delante del trono, del cual únicamente una parte del pie permanece en el icono, así como un fragmento de un paño con estampado dorado bajo los pies de la Virgen.
El rostro de la Virgen está representado sin expresiones emocionales y sin sentimientos fuertes. Esta actitud es el símbolo de su humildad ante la voluntad de Dios. Su cabeza está ligeramente inclinada hacia el mensajero que se le aparece. Un ligero enrojecimiento de su cara, mejillas, párpados y cuello parece ser perceptible para la crítica de arte Galina Kolpakova.
En su mano derecha sostiene un ovillo de hilo rojo —que se menciona en el relato apócrifo del Protoevangelio de Santiago—. El hilo pasa por los dedos de la mano derecha de la Virgen y baja hasta el balón, sin nada que lo retenga. La mano derecha se representa con el dedo índice haciendo un gesto de bendición, que le hace tocar la aureola del niño Jesús. Este hilo simboliza la sangre virginal. Es una explicación de la Encarnación. Algunos exégetas explican la posibilidad del nacimiento de Jesús de la sangre de la Virgen por el hecho de que el Espíritu Santo habría tomado, en el momento de la Anunciación, la sangre que sería la del niño Jesús en el momento del nacimiento. Este hilo que parece salir del lado izquierdo y del corazón simboliza esta inexplicable encarnación, cuya realidad está en el corazón de la fe cristiana.
- El Niño Jesús

El niño Jesús es representado en posición frontal, como un adolescente o un joven adulto. El cuerpo del niño es de un tono rojizo, que, sobre el fondo del maforion rojo de su madre, hace transparente su personaje a través del vestido de la Virgen María. La mano derecha está en el centro, doblada hacia arriba, y bendice. La izquierdo está alejada del cuerpo y su palma está abierta. El cuerpo de Jesús está casi desnudo —con sólo un ligero paño, en alusión a su próxima crucifixión— y así muestra la naturaleza humana que hay en él. Su halo es de color plateado, gris oscuro.
- Arcángel Gabriel

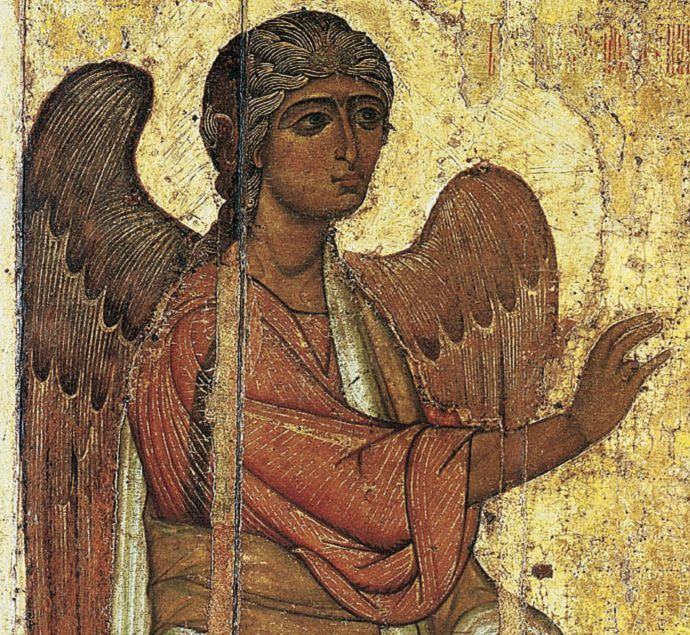
El Arcángel Gabriel.

El arcángel está representado con ropa ocre en la parte superior y azulada en la parte inferior de la cintura. La cabeza está peinada con pelo dorado. Los colores complementarios acentúan un drapeado con profundos surcos oscuros. La cabeza y las alas juntas forman una imagen cercana a un tridente. Desde la túnica y el cabello del arcángel cubierto con toques de pan de oro, la luz divina parece extenderse, iluminando el fondo del icono —arriba y a la izquierda del icono—.
El himatión lanzado sobre el hombro derecho del arcángel hace resaltar los tonos anaranjados que contrastan con la ropa que lleva debajo. El arcángel se dirige a María en un movimiento de oración. En su mano izquierda, algunos fragmentos de pinturas muestran que sostiene un bastón de mensajero.
- Dios eterno (Antiquus dierum)

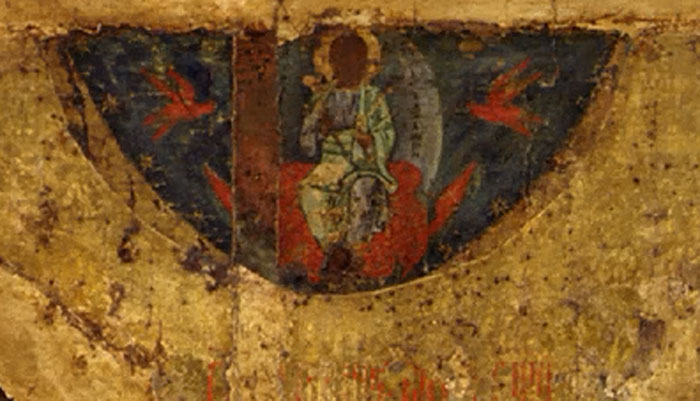
Antiquus dierum.

Sobre el icono, Dios está representado en una mandorla gris oscura, sentado en un trono rojo, apoyado por querubines. Sobre ellos están los serafines con flabelos de oro. La cabeza está rodeada por un nimbo. En su mano izquierda sostiene un pergamino, en su mano derecha un rayo de luz brilla en dirección a su madre. Una inscripción de arriba abajo lleva las iniciales de su nombre.
En el siglo XVI, el icono fue renovado: un nuevo gesso fue colocado alrededor de la figura del arcángel, María y el Antiquus dierum, —fragmentos del antiguo fondo permanecen en varios lugares en la parte inferior del icono y en el cielo—. Como se hizo en el siglo XVI, los contornos de las figuras se han distorsionado: las cabezas se han reducido y los cuerpos se han hecho más delgados. Incluso entonces, las alas del arcángel fueron rediseñadas y su contorno cambió. Esto se confirma por el hecho de que están hechos en un estilo del siglo XVI, que también se encuentra en el nimbo y el suelo. Además, las alas están ausentes en las copias realizadas antes de la restauración de la Anunciación de Ustioug para la Catedral del Arcángel Miguel de Moscú, que refleja la antigua tradición de representar a los ángeles sin alas.
Según la opinión de los investigadores, el pintor que creó la Anunciación de Ústiug, debe asociarse con los que decoraron el Monasterio de San Miguel de las Cúpulas Doradas con frescos y mosaicos. El especialista sobre arte bizantino K. Mango, señala que el icono de Novgorod ocupa un lugar similar en la iconografía al del «Cinturón de la Virgen» en la Basílica de Khalkopratiski en Constantinopla.